# Čaroban
«Čaroban» (сербська вимова: [ʧǎro̞ban]; кирилицею: Чаробан; укр. «Чарівний») — пісня Ніни, з якою вона представляла Сербію на пісенному конкурсі Євробачення 2011. Композиція отримала 85 балів та посіла 14 місце.
У національному відборі пісня посіла перше місце 26 лютого 2011 року з 14 900 голосами (59,74 %).